# Hygrohypnum molle
Hygrohypnum molle là một loài rêu trong họ Amblystegiaceae. Loài này được Hedw. Loeske mô tả khoa học đầu tiên năm 1903.